# Sully County
Sully County är ett administrativt område i delstaten South Dakota, USA. År 2010 hade countyt 1 373 invånare. Den administrativa huvudorten (county seat) är Onida.

## Geografi
Enligt United States Census Bureau har countyt en total area på 2 772 km². 2 608 km² av den arean är land och 164 km² är vatten. 

### Angränsande countyn
- Potter County, South Dakota - nord
- Hyde County, South Dakota - öst
- Hughes County, South Dakota - syd
- Stanley County, South Dakota - sydväst
- Dewey County, South Dakota - nordväst